# クロボキン亜門
クロボキン亜門(Ustilaginomycotina)は、菌界の担子菌門に属する亜門で、エントリザ菌綱
、クロボキン綱、モチビョウキン綱および、所属不明のマラッセジア目を含む。一部の例外を除き、イネ科を主とした植物に寄生する。
従来、クロボ菌類を黒穂胞子から出芽する担子器の形態からUstilaginalesとTilletialesに分ける考え方が用いられていた。近年になって、菌糸隔壁の構造や分子系統解析の研究結果から黒穂胞子を作らない菌も含めクロボキン亜門として再編された。以前はクロボ菌類とされていたSphacelotheca属を含むMicrobotryales目の菌は、サビ菌類（プクシニア菌亜門）に移っている。クロボキン綱には黒穂病を起こすUstilago属菌などが含まれる。モチビョウキン綱には、もち病を起こすモチビョウキンの他、なまぐさ黒穂病を起こすTilletia属菌、特異な担子器を作るGraphiora属菌などが含まれる。